# Epiplema lucisquamata
Epiplema lucisquamata är en fjärilsart som beskrevs av W. Warren 1904. Epiplema lucisquamata ingår i släktet Epiplema och familjen Uraniidae. Inga underarter finns listade i Catalogue of Life.